# Grotte de Sant'Angelo (Balsorano)
La grotte de Sant'Angelo est une grotte naturelle d'origine karstique située sur la chaîne de montagnes Serra Lunga, dans la commune de Balsorano, province de L'Aquila dans les Abruzzes,.

## Historique

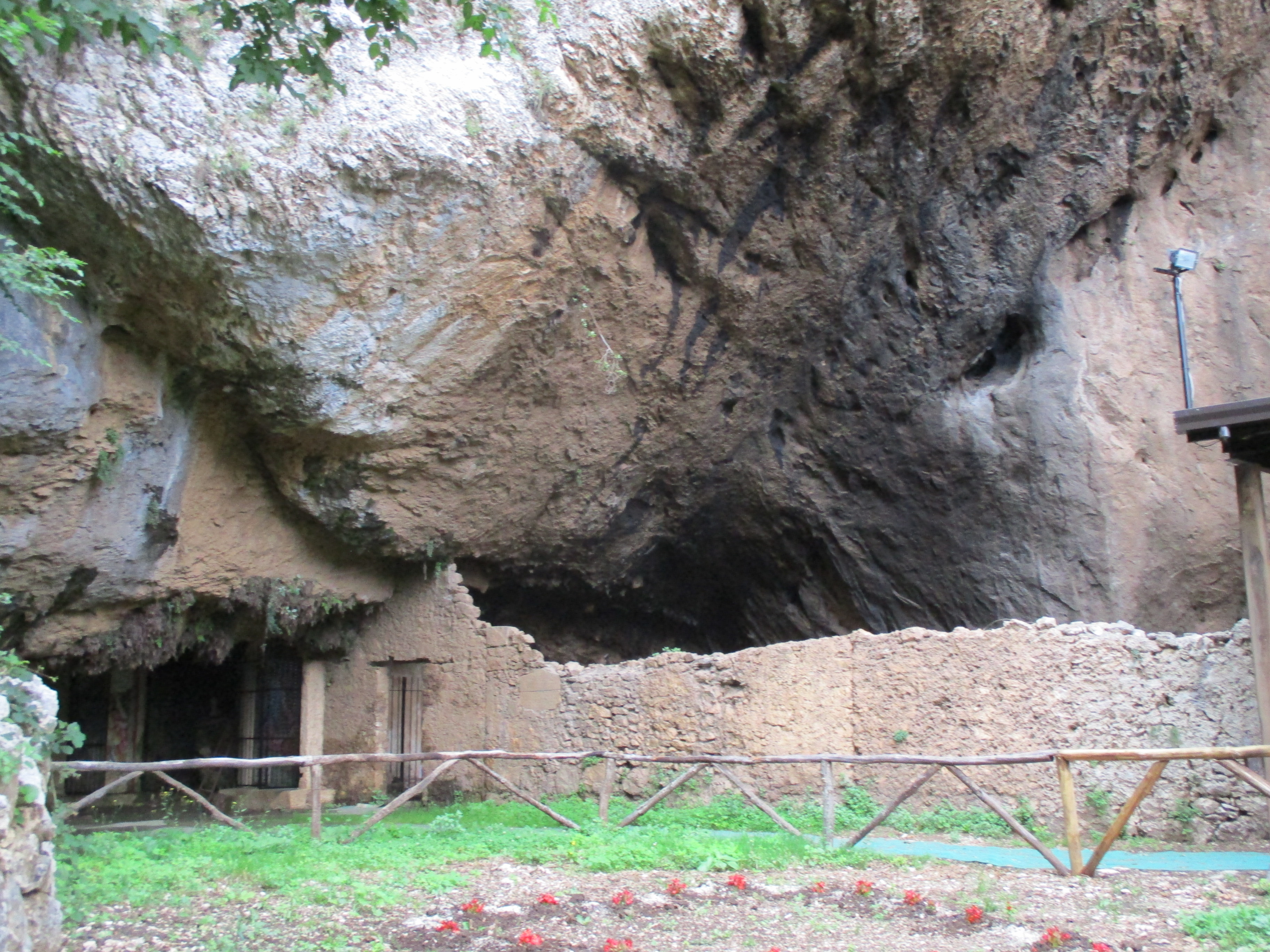
Ruines de l'ancien monastère.

La cavité rocheuse d'origine était très probablement déjà utilisée comme lieu de culte durant l'empire romain. La pratique du christianisme remonte au moins au XIe siècle comme en témoignent les vestiges d'un petit monastère présent sur les lieux qui fut abandonné au début du XIIIe siècle.
Le premier document ecclésiastique dans lequel le monastère est mentionné comme prepositura de l'abbaye territoriale du Mont-Cassin remonte à 1273. La bulle pontificale de Boniface VIII atteste cependant clairement qu'à partir de 1296 le sanctuaire des Abruzzes fut attribué au diocèse de Sora après avoir été inclus parmi les possessions d'un important monastère bénédictin dans la Valle del Liri (it).

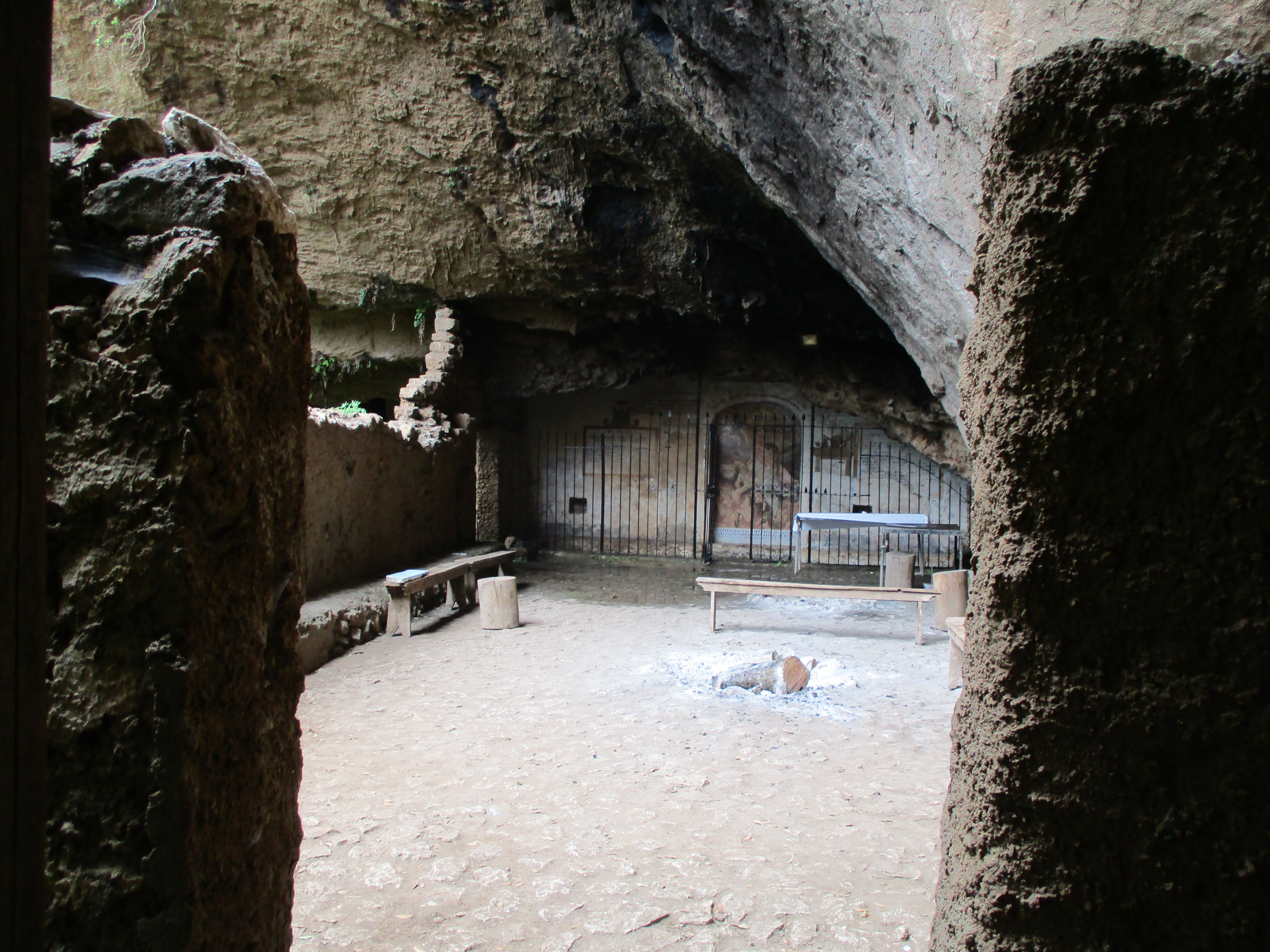
Intérieur de l'ancien monastère.

Entre les XIe et XIVe siècles, plusieurs lieux de culte dédiés à l'archange Michel furent construits dans cette zone, appelée Sant'Angelo tout au long du Moyen Âge, nom acquis par le lieu de culte. À l’entrée de la grotte, de petites pièces servaient à loger les ermites, qui furent ensuite remplacées par un bâtiment moderne plus grand.
Immédiatement après la proclamation du royaume d'Italie, certains bureaucrates de la maison de Savoie planifièrent la destruction des grottes et des abris de l'Italie centrale où les brigands pourraient se cacher et se réorganiser. Les militaires du royaume abandonnèrent ce projet, cependant l'ermitage subit de sérieux dégâts à la suite du séisme du 13 janvier 1915 de la Marsica et des deux guerres mondiales. Pendant la Seconde Guerre mondiale, plusieurs prisonniers indiens évadés du camp de concentration d'Avezzano se sont réfugiés dans la grotte de Sant'Angelo et dans la grotte de Reconche voisine.
À partir de 1952, grâce au travail réalisé par les prieurs et recteurs qui se succédèrent, par les responsables du génie civil d'Avezzano et par le personnel du Corps forestier d'État, commença le travail de valorisation du lieu de culte.

## Description
Jusqu'au milieu du XVIIIe siècle, le monastère consistait simplement en une grotte naturelle utilisée comme lieu de culte située sur le Monte Sant'Angelo, connu sous le nom de Malanotte, au-delà de la vallée de Sant'Angelo, une gorge du côté ouest de la Serra Lunga. De 1750 à 1800, le rez-de-chaussée du réfectoire-hospice fut construit et en 1879 l'édicule dédié à Notre-Dame des Douleurs fut construit grâce à la contribution d'un groupe de fidèles de Luco dei Marsi.

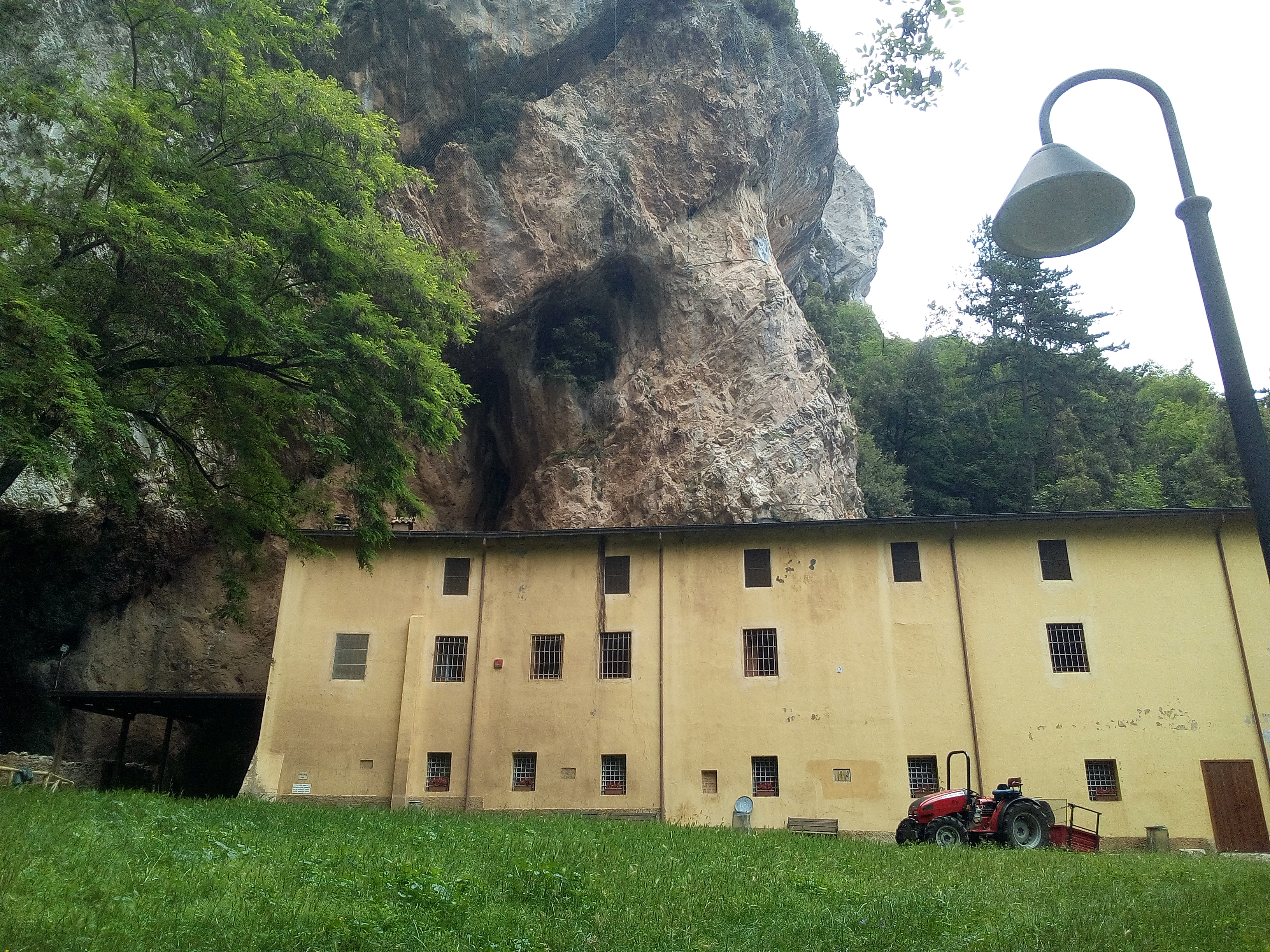
Le réfectoire-hospice actuel.

La grande grotte d'origine tectonique dont la profondeur atteint environ 20 possède deux autels dédiés à saint Michel et à la Madone du Saint-Esprit accessibles par deux escaliers en pierre, dont le premier qui a été construit s'appelle le Saint-Escalier. D'autres autels sont dédiés à Notre-Dame des Douleurs et à saint Joseph et saint Antoine de Padoue. Le couvent d'origine, gravement endommagé par le tremblement de terre de Marsica en 1915 et les deux guerres mondiales, a été reconstruit à partir de 1952. Le bâtiment moderne de trois étages qui abrite le réfectoire et l'hospice est situé près de l'entrée de la grotte et est flanqué d'un clocher construit en 1957.
À quelques dizaines de mètres se trouve la grotte de la Reconche, une cavité calcaire d'origine tectonique.

## Galerie

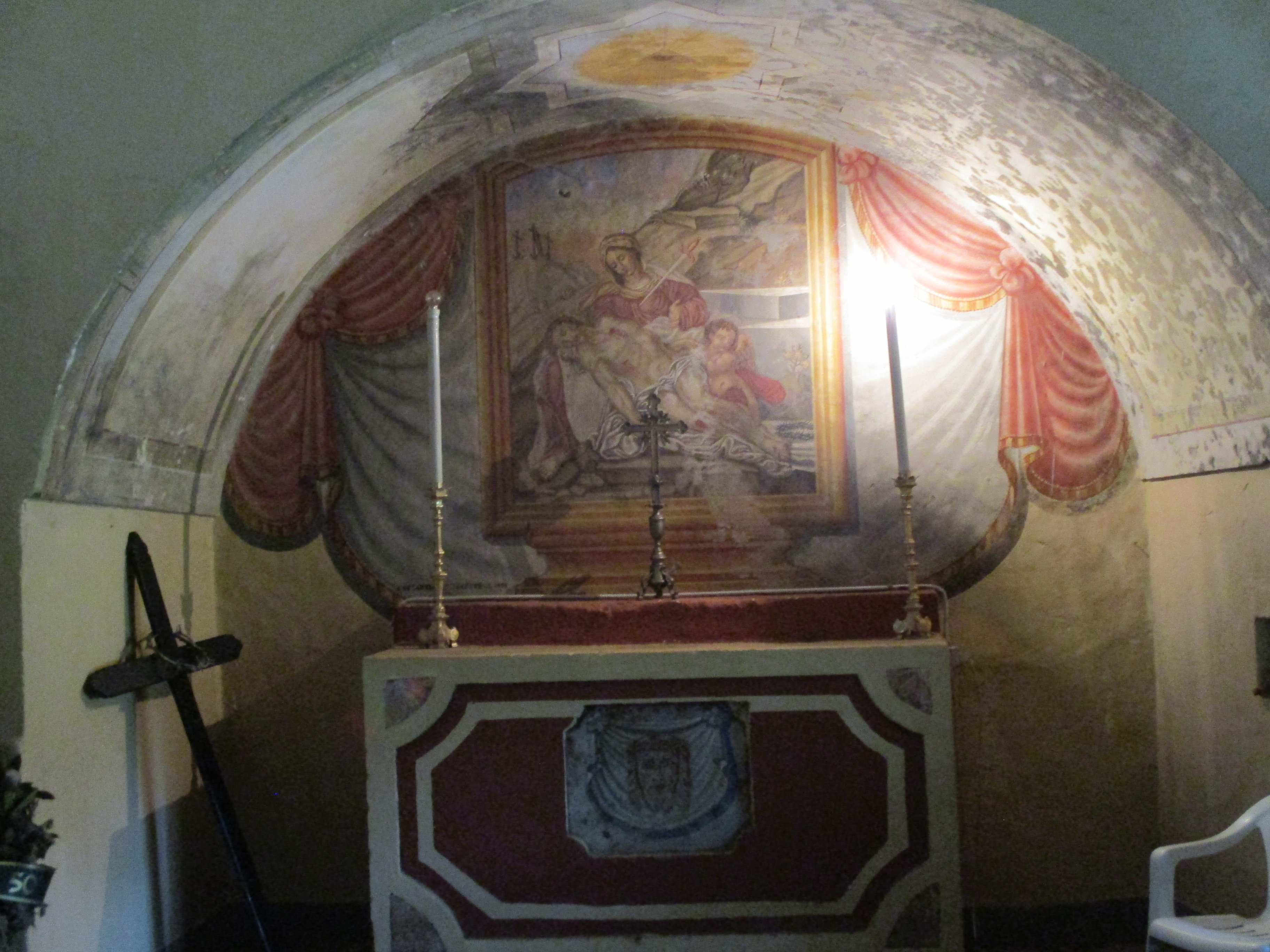
Autel de la Mater dolorosa.
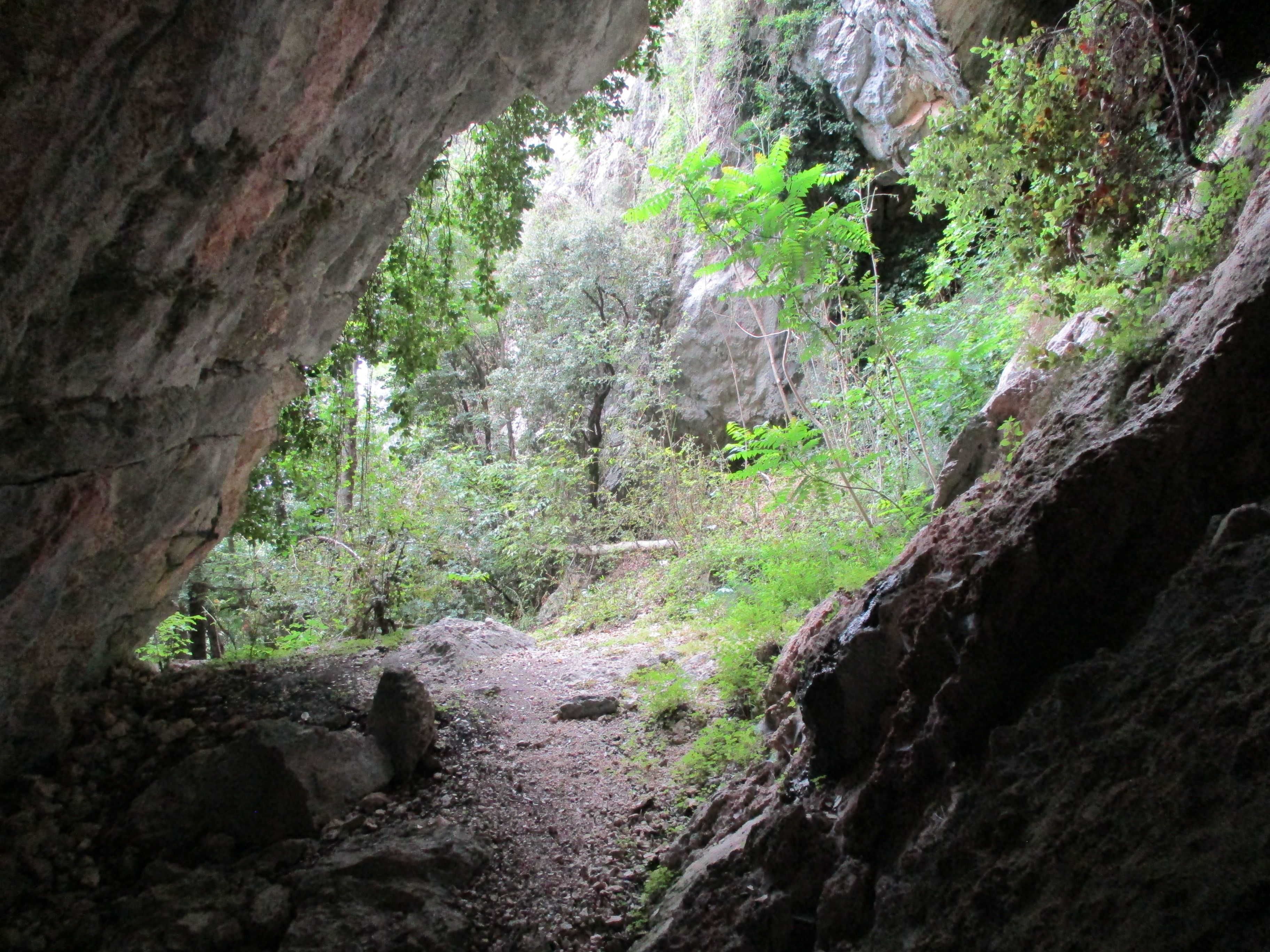
Grotte de Reconche.